# نبرد گومسان
نبرد گومسان (به کره‌ای: 금산 전투)، یکی از رویارویی‌های سرنوشت‌ساز میان ارتش پرقدرت تانگ چین و قوای امپراتوری گوگوریو بود که در سال ۶۶۲ میلادی، در جریان جنگ‌های گسترده گوگوریو–تانگ به وقوع پیوست. در آغاز، نیروهای گوگوریو با فرماندهی و تاکتیک‌های هوشمندانه، برتری میدان نبرد را به‌دست گرفتند و ضرباتی سنگین به ارتش تانگ وارد کردند. اما در ادامه، امپراتوری تانگ با بهره‌گیری از ضدحمله‌ای سازمان‌یافته و جلب حمایت نیروهای داخلیِ گوگوریو، ورق نبرد را برگرداند و نهایتاً پیروزی را از آن خود کرد.

## مقدمه
جنگ میان امپراتوری تانگ  از چین و امپراتوری نیرومند گوگوریو از کره، از سال ۶۴۵ میلادی آغاز شد و نزدیک به دو دهه به‌طور پیوسته ادامه یافت. در این مدت، دو یورش گسترده‌ی اولیه‌ای که از سوی تانگ صورت گرفت، با شکست مواجه شد و نه‌تنها به تحقق اهداف این امپراتوری نینجامید، بلکه خسارات سنگینی نیز بر هر دو طرف تحمیل کرد.
در سال ۶۶۶ میلادی، با مرگ یون کائسومون، نخست‌وزیر مقتدر و کهنه‌کار گوگوریو، ساختار قدرت درون کشور دچار تزلزل شد. پس از درگذشت او، پسر ارشدش یون نامسنگ به عنوان جانشین بر تخت قدرت نشست، اما بی‌اعتمادی و رقابت میان او و دو برادر کوچکترش، یون نامگون و یون نامسان، به بروز درگیری‌های داخلی انجامید. در نهایت، در غیاب یون نامسنگ از پایتخت پیونگ‌یانگ، یون نامگون با استفاده از فرصت، قدرت را به دست گرفت و عنوان دیکتاتور را برای خود تصاحب کرد. سپس، او و برادرش نامسان، پادشاه بوجانگ را تحت فشار قرار دادند تا دستور بازداشت نامسنگ را صادر کند.
یون نامسنگ، که حالا به یک چهره‌ی مطرود سیاسی بدل شده بود و راهی برای بازپس‌گیری قدرت نداشت، تصمیم گرفت به امپراتوری تانگ پناه ببرد. او به همراه با حدوداً ۱۰۰٬۰۰۰ سرباز گوگوریو، به قلمرو تانگ گریخت و پسرش، یون هون‌سونگ، را برای جلب حمایت رسمی، نزد امپراتور گائوزونگ فرستاد.
در پاسخ، امپراتور چین ارتشی ۸۰ هزار نفری را تحت فرماندهی ژنرال‌های برجسته‌ای چون شوئه رنگوئی، لی شیجی و کیبی هلی که در منطقه لیائودونگ مستقر بودند، به سوی شمال فرستاد. این نیروها به همراه نظامیان فراری گوگوریو، شهرهای مهمی از جمله نامسئو (تیلینگ امروزی)، موکجو (فوشون امروزی) و چانگام (بنشی امروزی) را تصرف کردند و سرانجام در دژ مستحکم شین با نیروهای وفادار به دولت مرکزی گوگوریو روبرو شدند.
یون نامسنگ پس از پناهندگی به دربار تانگ، اطلاعات حیاتی و دقیقی درباره ساختار نظامی، استحکامات دفاعی و نقاط ضعف گوگوریو در اختیار امپراتور گائوزونگ قرار داد. این اطلاعات استراتژیک، نقش مهمی در تغییر معادلات جنگی ایفا کرد. در واکنش به آن، امپراتور تصمیم گرفت دامنه عملیات نظامی را گسترش دهد و شمار نیروهای اعزامی تانگ را به ۱۵۰٬۰۰۰ سرباز افزایش داد تا با نیرویی قاطع، ضربه نهایی را به گوگوریو وارد کند.
سرانجام، نیروهای تانگ با اتکا به راهنمایی‌ها و اطلاعات نظامی ارائه‌شده از سوی یون نامسنگ، در ۱۴ سپتامبر سال ۶۶۷ میلادی موفق شدند دژ مستحکم شین ــ که در منطقه شنیانگ امروزی در چین واقع شده و به‌عنوان مهم‌ترین و مقاوم‌ترین دژ در مرزهای شمالی گوگوریو شناخته می‌شد ــ را به تصرف خود درآورند. پس از این پیروزی راهبردی، ژنرال لی شیجی دستور داد تا کیبی هلی، یکی از فرماندهان برجسته تانگ، کنترل قلعه را به‌عنوان یک پایگاه عملیاتی حفظ کند تا سکویی برای ادامه حملات به عمق قلمرو گوگوریو باشد.
در اکتبر همان سال، ارتش تانگ پیشروی خود را ادامه داد و این‌بار هدف را شهر بویو ــ آخرین پایگاه کلیدی گوگوریو در شمال (واقع در شهرستان نونگ‌آن امروزی، بخشی از چانگچون در استان جیلین) ــ قرار داد. در واکنش به این تهدید، یون نامگون با بسیج گسترده‌ای، تمامی نیروهای نظامی در سراسر کشور را گرد هم آورد. این ارتش عظیم، که شمار آن به بیش از ۲۰۰٬۰۰۰ سرباز می‌رسید، به منظور تقویت جبهه شمالی و جلوگیری از سقوط بویو به میدان فرستاده شد. فرماندهی این نیروی بزرگ را یون نامسان، برادر کوچکتر او، بر عهده گرفت؛ ارتشی متشکل از بهترین و کارآزموده‌ترین نیروهایی که گوگوریو می‌توانست برای این نبرد سرنوشت‌ساز به میدان بفرستد.

## نبرد
طلایه‌داران ارتش تانگ، به فرماندهی ژنرال‌های پانگ تونگشان و گائو کان، در حال حرکت به‌سوی بویو بودند و در نزدیکی قلعه استراتژیک گئومسان (کره‌ای: 금산성، چینی: 金山 - Jīnshān، واقع در شهرستان چانگتو کنونی در استان لیائونینگ) موضع گرفته بودند. در همین زمان، سپاه اصلی گوگوریو به فرماندهی یون نامسان به صحنه رسید و با نیرویی برتر، به‌سرعت به خطوط تانگ یورش برد. ارتش تانگ تحت فشار سنگین عقب‌نشینی کرد و متحمل تلفات سنگینی شد. 
اما در لحظه‌ای سرنوشت‌ساز، نیروهای تقویتی تانگ به فرماندهی ژنرال شوئه رنگوئی، به همراه نیروهای گوگوریوییِ پناهنده به رهبری یون نامسنگ، که پیش‌تر در خفا تحرکات دشمن را زیر نظر داشتند، از جناحین وارد عمل شدند و با حمله‌ای غافلگیرکننده، صفوف ارتش گوگوریو را در هم شکستند. طلایه‌داران تانگ که پیش‌تر عقب‌نشسته بودند، تجدید قوا کرده و ضدحمله‌ای هماهنگ را آغاز کردند. اکنون ارتش متحد تانگ با برتری عددی و تاکتیکی، ابتکار عمل را در دست گرفت.
در پایان این نبرد سنگین، ارتش گوگوریو شکستی سخت متحمل شد و در میدان نبرد بیش از ۵۰٬۰۰۰ نفر از نیروهایش را از دست داد.

## پیامدها
پس از پیروزی در نبرد گئومسان، ارتش تانگ دژ استراتژیک گومسان را به تصرف خود درآورد و بلافاصله مسیر خود را به‌سوی شمال برای فتح شهر بویو ادامه داد. در همین حین، بازماندگان ارتش گوگوریو، که هنوز حدود ۱۰۰٬۰۰۰ نیروی رزمی در اختیار داشتند، تلاش کردند با حمله‌ای غافلگیرکننده به قلعه شین در جنوب، خطوط تدارکاتی تانگ را قطع کنند و جریان پیشروی دشمن را مختل سازند. با این حال، این تلاش توسط نیروهای تانگ ناکام گذاشته شد.
زمستان سرد شمال در راه بود و برف، دشت‌ها و مزارع را سپیدپوش کرده بود. هر دو ارتش در این شرایط سخت، در نزدیکی مواضع خود اردو زدند و آماده زمستان‌گذرانی شدند. در این میان، ژنرال شوئه رنگوئی نقشه‌ای جسورانه طرح کرد: او سواره‌نظام نخبه‌ی خود را که شامل ۲٬۰۰۰ نفر بود و با لباس‌های سفید برای استتار در برف پوشیده شده بودند، شبانه به سوی اردوگاه بی‌خبر گوگوریو روانه کرد. این یورش برق‌آسا باعث نابودی ۲۰٬۰۰۰ سرباز دشمن شد و بازماندگان را وادار به عقب‌نشینی به سوی بویو کرد.
در نهایت، شهر بویو در ۲۰ فوریه سال ۶۶۸ میلادی سقوط کرد. پس از این پیروزی، شوئه رنگوئی نامه‌هایی رسمی به ۴۰ قلعه اطراف بویو فرستاد و خواستار تسلیم آنها شد. تمامی این دژها بدون مقاومت تسلیم شدند و ارتش تانگ کنترل منطقه‌ای وسیع در مجاورت دریای ژاپن را در اختیار گرفت و مواضع خود را در شمال شرقی مستحکم‌تر ساخت.